# Воронцов, Дмитрий Ефимович
Дмитрий Ефимович Воронцов (1916 год — дата смерти неизвестна) — газоэлектросварщик 12-го авиационного ремонтного завода Министерства обороны СССР, гор. Хабаровск. Герой Социалистического Труда (1971).
Достиг выдающихся трудовых показателей. Досрочно выполнил личные социалистические обязательства и плановые задания Восьмой пятилетки (1966—1970). 15 июня 1971 года Указом Президиума Верховного Совета СССР (с грифом «не подлежит публикованию») удостоен звания Героя Социалистического Труда «за выдающиеся успехи, достигнутые в выполнении пятилетнего плана» с вручением ордена Ленина и золотой медали Серп и Молот.